# Belgische kampioenschappen atletiek 1999
De Belgische kampioenschappen atletiek 1999 Alle Categorieën vonden plaats voor zowel de mannen als de vrouwen op 17 en 18 juli in het Koning Boudewijnstadion te Brussel. Een drietal atletiekdisciplines werd op een andere datum en plaats afgewerkt. Dat waren: de 10.000 m, het discuswerpen en het kogelslingeren.

## Uitslagen
| Atleet            | Prestatie | Onderdeel            | Atlete              | Prestatie |
| ----------------- | --------- | -------------------- | ------------------- | --------- |
| Patrick Stevens   | 10,15 s   | 100 m                | Kim Gevaert         | 11,41 s   |
| Erik Wijmeersch   | 20,55 s   | 200 m                | Kim Gevaert         | 23,14 s   |
| Kjell Provost     | 46,36 s   | 400 m                | Sandra Stals        | 52,15 s   |
| Tim Rogge         | 1.48,54   | 800 m                | Sigrid Vanden Bempt | 2.09,17   |
| Mohammed Mourhit  | 3.45,17   | 1500 m               | Anja Smolders       | 4.12,56   |
| Guy Fays          | 14.07,73  | 5000 m               | Fatiha Baouf        | 16.08,84  |
| Koen Van Rie      | 28.57,27  | 10.000 m             | Marleen Renders     | 32.31,07  |
| -                 | -         | 100 m horden         | Myriam Tschomba     | 13,36 s   |
| Jonathan N'Senga  | 13,51 s   | 110 m horden         | -                   | -         |
| Jean-Paul Bruwier | 49,86 s   | 400 m horden         | Ann Mercken         | 56,58 s   |
| Maarten Vergote   | 8.57,08   | 3000 m steeple       | -                   | -         |
| Patrick De Paepe  | 2,16 m    | hoogspringen         | Sabrina De Leeuw    | 1,83 m    |
| Thibaut Duval     | 5,40 m    | polsstokhoogspringen | Irina Dufour        | 3,80 m    |
| Erik Nys          | 7,86 m    | verspringen          | Sandrine Hennart    | 6,38 m    |
| Kedjeloba Mambo   | 16,22 m   | hink-stap-springen   | Sandra Swennen      | 13,09 m   |
| Wim Blondeel      | 17,30 m   | kogelstoten          | Greet Meulemeester  | 15,16 m   |
| Jo Van Daele      | 60,51 m   | discuswerpen         | Veerle Blondeel     | 53,91 m   |
| Johan Kloeck      | 73,77 m   | speerwerpen          | Cindy Stas          | 49,51 m   |
| Alex Malachenko   | 65,54 m   | kogelslingeren       | Jennifer Petit      | 56,06 m   |

1889 · 
1890 · 
1891 · 
1892 · 
1893 · 
1894 · 
1895 · 
1896 · 
1897 · 
1898 · 
1899 · 
1900 · 
1901 · 
1902 · 
1903 · 
1904 · 
1905 · 
1906 ·
1907 ·
1908 · 
1909 · 
1910 · 
1911 · 
1912 · 
1913 · 
1914 · 
1919 · 
1920 · 
1921 · 
1922 · 
1923 · 
1924 · 
1925 · 
1926 · 
1927 · 
1928 · 
1929 · 
1930 · 
1931 · 
1932 · 
1933 · 
1934 · 
1935 · 
1936 · 
1937 · 
1938 · 
1939 · 
1940 · 
1941 · 
1942 · 
1943 · 
1944 · 
1945 · 
1946 · 
1947 · 
1948 · 
1949 · 
1950 · 
1951 · 
1952 · 
1953 · 
1954 · 
1955 · 
1956 · 
1957 · 
1958 · 
1959 · 
1960 · 
1961 · 
1962 · 
1963 · 
1964 · 
1965 · 
1966 · 
1967 · 
1968 · 
1969 · 
1970 · 
1971 · 
1972 · 
1973 · 
1974 · 
1975 · 
1976 · 
1977 · 
1978 · 
1979 · 
1980 · 
1981 · 
1982 · 
1983 · 
1984 · 
1985 · 
1986 · 
1987 · 
1988 · 
1989 · 
1990 · 
1991 · 
1992 · 
1993 · 
1994 ·
1995 · 
1996 · 
1997 · 
1998 · 
1999 · 
2000 · 
2001 · 
2002 · 
2003 · 
2004 · 
2005 · 
2006 · 
2007 · 
2008 · 
2009 · 
2010 · 
2011 · 
2012 · 
2013 · 
2014 · 
2015 · 
2016 · 
2017 · 
2018 · 
2019 · 
2020 · 
2021 · 
2022 · 
2023 · 
2024